# Pheidole lutea
Pheidole lutea (лат.) — вид муравьёв рода Pheidole из подсемейства Myrmicinae (Formicidae). Мадагаскар. Видовое название связано со светлой окраской тела. Крупные рабочие (солдаты): голова округлая, промезонотум высокий. Мелкие рабочие: проподеальные шипы мелкие, скапус короткий. Крупные рабочие (солдаты): ширина головы в среднем равна 1,7 мм, длина головы — 1,75 мм, длина скапуса — 0,85 мм. Мелкие рабочие: ширина головы 0,64 мм, длина головы — 0,73 мм, длина скапуса — 0,81 мм. Основная окраска желтовато-коричневая. Голова блестящая. Всё тело покрыто отстоящими волосками. Стебелёк между грудкой и брюшком состоит из двух члеников: петиолюса и постпетиолюса (последний четко отделен от брюшка). Вид близок к P. ranohirensis и P. voasara и благодаря уникальным признакам выделен в отдельную группу видов Pheidole lutea (крупные рабочие с овальной головой, редуцированной скульптурой груди и головы, мелкими или отсутствующими проподеальными зубцами, светлой окраской; мелкие рабочие блестящие с коротким скапусом и жёлтой окраской тела). Вид был описан в 2020 году американским мирмекологом Брайеном Фишером (Калифорнийская академия наук, Сан-Франциско, США) и польским энтомологом Себастьяном Салатой (University of Wroclaw, Вроцлав, Польша).